# Марцін Олекси
Марцін Олекси (пол. Marcin Oleksy; 1987) — польський футболіст з ампутованою лівою ногою, нападник клубу «Варта» з Познані та паралімпійської збірної Польщі. Володар премії Ференца Пушкаша 2022 року.

## Біографія
Був воротарем кожухувської «Корони». Його тренер Анджей Савіцький стверджував, що у Марціна був великий талант і він міг вийти на високий рівень . Втім у середині 2010 року він призупинив професійну кар'єру, щоб працювати дорожнім робітником. 20 листопада в результаті нещасного випадку його ноги переїхала 150-кілограмовий коток, через що йому ампутували ліву ногу. Два роки він пересувався на візку, після чого почав використовувати протез.
Через 9 років він продовжив грати у футбол на професійному рівні для інвалідів. 2021 року він був викликаний до паралімпійської збірної. 6 листопада у матчі з ряшівською «Сталлю» забив гол ножицями. Цей гол був номінований на премію Пушкаша. 27 лютого 2023 року на премії FIFA The Best він отримав нагороду, випередивши в голосуванні Дімітрі Пайєта і Рішарлісона і став першим поляком-володарем цієї нагороди.

## Досягнення
- Володар премії Ференца Пушкаша : 2022